# كاردي بي
بيلكاليس مارلينيس ألمانزار (بالإنجليزية: Cardi B) المعروفه فنيا بكاردي بي (ولدت في 11 أكتوبر 1992) هي مغنية هيب هوب وشخصية تلفزيونية مشهورة على شبكات التواصل الاجتماعي. ولدت ونشأت في حي ذا برونكس في مدينة نيويورك، جذبت الانتباه لأول مرة لمناقشة حياتها المهنية كمتجرد على وسائل الاعلام الاجتماعية. بالإضافة إلى أنها «لا يوجد موقف مرشح»، أصبحت مشهورة على الإنترنت من خلال إنستغرام. من عام 2015 إلى عام 2017، ظهرت كعضو المنتخب العادي على VH1 مسلسل التلفزيون الواقعي «الحب والهيب هوب»: نيويورك.
في فبراير 2017، وقعت أول صفقة لها مع «أتلانتيك»، وأول ظهور لها كان بعنوان "Bodak Yellow" حيث وصلت إلى رقم واحد على بيلبورد الولايات المتحدة.
منذ 2015 حتى 2017، شاركت في التمثيل في تلفزيون الواقع ضمن مسلسل «الحب والهيب هوب في نيويورك»، وبعدها تابعت تطلعاتها الموسيقية وأطلقت ألبومين «Gangsta Bitch Music» الجزء الأول والثاني، قبل أن توقع مع شركة «أتلانتك ريكوردز» في أوائل سنة 2017.
حصلت على المرتبة الأولى ضمن أفضل 200 أغنية وحطمت العديد من الأرقام القياسية وحصلت أيضًا على الشهادة البلاتينية من رابطة صناعة التسجيلات الأمريكية (RIAA)، وحصل ألبومها الأول Invasion of Privacy (2018) الذي حاز إعجاب النقاد على جائزة جرامي لأفضل ألبوم راب، لتصبح أول امرأة تفوز بهذه الجائزة منفردةً.
ومنذ ذلك الحين أصدرت 3 أغنيات فردية: «بوداك يلو» التي حققت المركز الأول في قائمة أفضل 100 أغنية، وجعلتها في المركز الثاني على قائمة مغنيات الراب، ثم «لورين هيل»، و (I Like It) ما جعلها أول امرأة تحقق العديد من الأرقام على قائمة أفضل الأغاني. وبعد تعاونها مع (Maroon 5) في أغنية Girls Like You)) أصبحت أول مغنية راب تتصدر قائمة أفضل 100 أغنية 3 مرات سنة 2010. وأول مغنية تحقق أعلى الأرقام المنفردة بين عامي 2010 و2020.
ذكرتها فوربس بوصفها من أكثر مغنيات الراب تأثيرًا في كل العصور، إن كاردي بي معروفة بتدفقها العدواني وكلماتها الصريحة، التي تلقت تغطية واسعة على نطاق كبير. وهي أعلى مغنية راب في جميع الأوقات حسب التصنيف الفردي لأفضل الفنانين، وتظهر بين أفضل عشرة فنانين معتمدين ولديها أيضًا أفضل أغنية معتمدة لفنانة راب. حصلت على العديد من الجوائز ومنها جائزة جرامي و7 جوائز بيلبورد و5 أرقام غينيس و4 جوائز للموسيقى الأمريكية و11 جائزة هيب هوب (BET). سنة 2018، كانت حاضرة في القائمة السنوية لمجلة تايم لأكثر 100 شخصية مؤثرة في العالم.

## النشأة
ولدت بيلكاليس مارلينيس ألمانزار في 11 أكتوبر 1992، في واشنطن هايتس في منطقة مانهاتن. لأب دومينيكاني وأم ترينيدادية. ترعرعت في حي هايبريدج في جنوب برونكس وقضت أكثر الوقت في منزل جدتها في واشنطن هايتس، ومن هنا اكتسبت لهجتها المميزة.
اكتسبت اسم (Cardi B) اشتقاقًا من اسم (Bacardi)، وهي علامة تجارية للروم. كانت عضوة في عصابة الدماء في شبابها منذ سن السادسة عشرة، ومع ذلك صرحت بأنها لا تشجع الانضمام إلى أي عصابة. التحقت بمدرسة النهضة الثانوية للمسرح الموسيقي والتكنولوجيا، وهي مدرسة ثانوية مهنية ضمن حرم مدرسة هربرت إتش ليمان الثانوية.
وخلال سنوات مراهقتها عملت كاردي بي في سوق أميش في حي تريبيكا، وبعدها بدأت العمل كراقصة تعري في سن التاسعة عشر بعد أن طُردت من السوبر ماركت وأوصاها مديرها السابق بالعمل في ناد للتعري. قالت كاردي إن عملها متعرية كان إيجابيًا لها من عدة نواح، إذ ساعدها ذلك على العودة إلى المدرسة، وتحررت من الفقر والعنف المنزلي، إذ كانت في علاقة مسيئة في ذلك الوقت بعد أن طُردت من منزل والدتها، كان العمل في رقص التعري هي الطريقة الوحيدة لكسب ما يكفي من المال للهروب من وضعها الصعب والحصول ونيل التعليم. وقد التحقت بمدرسة بورو أوف مانهاتن كوميونتي كوليدج قبل أن تتركها في النهاية. خلال فترة عملها متعرية كذبت كاردي بي على والدتها بإخبارها أنها تجني المال من مجالسة الأطفال.
سنة 2003، بدأت كاردي بي تحصل على الشهرة بسبب انتشار العديد من مقاطع الفيديو الخاصة بها على وسائل التواصل الاجتماعي مثل فاين وإنستجرام.

## المأثرين عليها
في سلسلة بيلبورد «يجب أن تعرف»، قالت كاردي بي إن أول ألبومات اشترتها كانت لميسي إليوت وتويت. وقد نسبت الفضل إلى مغني الراب البورتوريكي آيفي كوين، والراقص الجامايكي سبايس، إضافةً إلى مادونا وليدي غاغا وليل كيم وسيلينا.
وردًا على سؤال حول الاتجاه الأولي لموسيقاها، قالت كاردي بي في مقابلة «عندما بدأت لأول مرة موسيقى الراب أحببت بعض أغاني كيا وترينا وكانت أغان قتالية ولم أكن أستمع إلى الأغاني القتالية منذ فترة طويلة للغاية»، وتنسب هذه الأغاني إلى مغني الراب لأسلوبها الراب العدواني. وتابعت قائلة: «الكثير من الفتيات لا يستطعن تحمل تكلفة القاعات الحمراء أو السيارات الأجنبية، لكنني أعلم أن كل فتاة لديها حقد تجاه فتاة أخرى، وأنه ليست كل عاهرة تحب باقي العاهرات، وهذا ما أريد أن أغني عنه».
وكذلك تشير إلى تأثير نشأتها في جنوب برونكس وتجارب الحياة الواقعية في تأليفها للأغاني، إذ قالت: «لم أكن سأستطيع غناء الراب كما أفعل الآن إن لم أكن قد ترعرعت هناك».

## وصلات خارجية
- كاردي بي على موقع IMDb (الإنجليزية)
- كاردي بي على موقع ميتاكريتيك (الإنجليزية)
- كاردي بي على موقع الموسوعة البريطانية (الإنجليزية)
- كاردي بي على موقع روتن توميتوز (الإنجليزية)
- كاردي بي على موقع مونزينجر (الألمانية)
- كاردي بي على موقع قاعدة بيانات الأفلام العربية
- كاردي بي على موقع ألو سيني (الفرنسية)
- كاردي بي على موقع ميوزك برينز (الإنجليزية)
- كاردي بي على موقع رولينغ ستون (الإنجليزية)
- كاردي بي على موقع أول موفي (الإنجليزية)